# Nicolae Pop
Nicolae (Nicolaie) Pop (n. 16 martie 1898 Comuna Groșii Țibleșului, Maramureș – d. 1953 Târgu Lăpuș) a fost un agricultor și pădurar în Lăpușu Românesc. Este cunoscut pentru faptul că a adăpostit și salvat evrei în timpul Holocaustului, fiind distins împreună cu soția Maria și fiica Aristina Pop (Săileanu) cu titlul Drept între popoare. După 1948 a constituit un grup de rezistență anticomunistă din care au făcut parte și doi dintre copiii săi. Bolnav cu hemipareză, s-a lăsat prins de Securitate în ianuarie 1953, după care a fost bătut și împușcat.

## Biografie
De credință greco-catolic, a fost căsătorit cu Maria, cu care a avut nouă copii, dintre care cinci au supraviețuit. Nicolae era în relații bune de prietenie cu Samuel Dub, un evreu care avea un atelier de prelucrat lemnul în sat și în care locuiau cu soția, singura fiică Hanna (căsătorită Marmor) și cei trei nepoți: Roji (Shoshana) de opt ani, Esti (Estera) de șase ani și mezinul, Yom Tov de trei ani. Soțul Hannei, Baruch Mendel Marmor fusese trimis într-un batalion de muncă forțată și nu se afla în localitate.
Când Nicolaie a aflat că evreii urmează să fie deportați din sat, a hotărât să adăpostească familiile Dub/Marmor într-o colibă în pădure în 29 aprilie 1944. Soția lui Samuel Dub nu a putut să li se alăture fiind bolnavă. În 3 mai 1944 toți evreii Lăpușului Românesc, inclusiv soția lui Samuel Dub rămasă acasă, au fost deportați în ghetoul din Dej fiind apoi trimiși la Lagărul de concentrare Auschwitz. Grupului inițial de cinci persoane ascunse în pădure li s-au mai alăturat alți 3 evrei fugiți din ghetoul Dej: Iacob Taub, Simi Ijic și Nusi Abraham.
Nicolaie cu soția și copiii i-au adăpostit cu ajutorul unui păstor angajat, Negruț, din luna mai până în luna august 1944. Deși cei opt au fost descoperiți de jandarmi maghiari în 13 august 1944, majoritatea au reușit să supraviețuiască Holocaustului. Nicolaie a fugit și el în pădure până după 16 octombrie 1944, când zona trecuse deja sub controlul trupelor sovietice și române.
După 1948 Nicolaie a oferit din nou sprijin și celor persecutați în urma credinței religioase și a găzduit și fugari politici. În primăvara anului 1949, fiind căutat de Securitate, Nicolae Pop a dispărut de la domiciliu, devenind fugar. Împreună cu alții a constituit un grup de rezistență armată anticomunistă în zona Munților Țibleș. Din acest grup făceau parte și doi dintre copii săi, Achim Pop și Aristina Pop.
Ceilalți membri ai familiei – soția si cei trei copiii care au rămas - și numeroase rude (în total peste 15 persoane) au fost ridicați noaptea și deportați în Bărăgan. Alții din sat au fost bătuți și arestați.
Nicolaie Pop a suferit o pareză, fiind lăsat în ianuarie (sau martie potrivit altei surse) 1953 conform dorinței sale la marginea drumului Lăpușului, care făcea legătură între Băiuț și Lăpușul Românesc. A fost prins de Securitate și bătut după care a dispărut. Potrivit fiicei, acesta a fost împușcat fără judecată, iar locul îngropării nu este cunoscut.
Soția, Maria, s-a eliberat din Bărăgan în 1956 și s-a întors la Lăpuș, deși toată averea le fusese confiscată. A decedat in august 1962.
Fiul, Achim, a fost prins de Securitate împreună cu fiica Aristina și alți fugari în 8 martie 1953. Deși împușcat, a supraviețuit și a fost condamnat la 22 de ani de închisoare. A fost eliberat în 1956, în urma unui decret pentru bolnavii incurabili (a rămas cu icter după împușcături). A fost apoi internat câțiva ani într-un spital de boli nervoase. A decedat în aprilie 1962.
Fiica, Aristina, a fost condamnată la 20 de ani de închisoare. S-a eliberat în urma grațierii din 1964, după 11 ani de închisoare. În urma căsătoriei a preluat și numele de Săileanu. A decedat la București în 19 mai 2019 și a fost înhumată în Lăpușul Românesc.

## Acordarea titlului de "Drept între popoare"
Trei membri a familiei Pop, Nicolaie și soția Maria, precum și fiica Aristina au fost distinși cu titlul "Drept între popoare" în 1996 în urma dosarului întocmit la Yad Vashem de Hanna Marmor (n. Dub), unul dintre evreii adăpostiți de aceștia.

Hanna Marmor a reflectat despre familia Pop: 
„Dacă există Drepți între Popoare, Pop Nicolae este exemplul cel mai reprezentativ“.
„Ei au făcut pentru noi totul din toată inima, fără socoteli, cu dragoste și căldură, din prietenie adevarată și sinceră, dând dovadă de o omenie profundă ca și cum viața lor proprie ș a familiei lor nu era in pericol de moarte în orice moment“.

„Din nefericire, necazurile lui Pop Nicolae nu s-au terminat cu regimul fascist: onestitatea absolută si necompromisă de care a dat dovadă l-au costat viața și familia“.